# Плосколист переривчастий
Плосколист переривчастий (Pedinophyllum interruptum) — вид печіночників родини косогубкових (Plagiochilaceae).

## Поширення
Батьківщиною є Європа, Азія, Північна Америка.
Росте на тінистих, вологих вапнякових або вапнякових скелях у вологих областях, з крутими схилами до нависаючих скель.

## Характеристика
Рослини Pedinophyllum interruptum ростуть розпростерто галявинками, з забарвленням від оливково-зеленого до коричнево-зеленого або серед інших мохів. Пагони зазвичай рясно розгалужені, довжиною від 1 до 4 сантиметрів і шириною від 2 до 3 міліметрів. Клітини листка тонкостінні, кути ледь трикутно потовщені; розмір клітини 20-35 мікрометрів, менше на краю листка і більше в середині листа. На клітинку припадає від 4 до 8 масляних тілець виноградної форми. Розподіл за статтю автодомний. Розмір спори 15 мікрометрів.